# Національний парк Йосіно-Кумано
Національний парк Йосіно-Кумано (яп. 吉野熊野国立公園, Yoshino-Kumano Kokuritsu Kōen) — це національний парк, що складається з кількох несуміжних районів префектур Міє, Нара та Вакаяма в регіоні Кансай у Японії. Заснований у 1936 році парк включає гору Йосіно, відому своїм цвітінням сакури, а також елементи Світової спадщини ЮНЕСКО, священні місця та паломницькі маршрути в гірському хребті Кії.

## Пам'ятки
Визначними місцями є ущелина Дорокьо, Кумано Хонґу Тайша, морський парк Кусімото, гора Одайґахара, гора Оміне, гора Йосіно та водоспад Наті.

## Споріднені муніципалітети
Парк перетинає межі п'яти міст, семи селищ і шести сіл:
- Міє: Кіхо, Кумано, Міхама, Одай, Овасе
- Нара: Ґодзьо, Камі-Кітаяма, Кавакамі, Сімо-Кітаяма, Тенкава, Тоцукава, Йосіно
- Вакаяма: Кітаяма, Кусімото, Натікацуура, Сінґу, Тайдзі, Танабе